# SD45型柴油机车
SD45型柴油机车是美国通用汽车易安迪公司（GM-EMD）在1965年推出的一款柴油机车，主要竞争对象是通用电气公司的U33C型柴油机车，以及美国机车公司的世纪636型柴油机车。
1965年，易安迪公司宣布同时推出9款标准型柴油机车，这一系列的机车实现了高度的标准化，全部采用全新的645系列柴油机，功率等级范围为1000～6000马力，3000马力以上的车型均采用交流牵引发电机，而3000马力以下的车型则采用传统的直流牵引发电机。标准型机车除了包括3000马力等级的GP40、SD40型柴油机车，以及2000马力等级的GP38、SD38型柴油机车之外，还提供了3600马力的SD45型柴油机车供铁路公司选择，这是当时产品线中功率最大的六轴柴油机车。
1960年代，随着美国铁路货物列车的重量和速度越趋提升，对于大功率柴油机车的需求亦日益增长，因此SD45型柴油机车获得不俗的销售成绩，并且被广泛用于牵引快速货物列车。1965年2月至1971年12月，易安迪公司为美国本土的铁路公司生产了共1,260台SD45型柴油机车，主要用户包括南太平洋铁路、宾夕法尼亚铁路、圣塔菲铁路、诺福克和西部铁路、伯灵顿北方铁路、芝加哥和西北铁路、南方铁路、联合太平洋铁路、圣路易斯－旧金山铁路、伊利拉克瓦纳铁路等。SD45型柴油机车的同级后继产品是1972年推出的SD45-2型柴油机车。此外，易安迪还在SD45型柴油机车的基础上，推出了可为旅客列车供暖的SDP45型柴油机车。
SD45型柴油机车是干线货运用的六轴柴油机车，采用单司机室、底架承载结构、双侧外走廊的罩式车体，车体上部自前向后由电气室、司机室、动力室、冷却室四部分组成，其中电气室一端称为短罩端，动力室和冷却室一端称为长罩端。机车走行部为两台“Flexicoil”三轴转向架，采用导框式轴箱定位、橡胶摩擦减振器、两系弹簧悬挂装置（一系为轴箱螺旋圆弹簧，二系为摇枕螺旋弹簧）、心盘牵引装置、双侧闸瓦制动。
动力装置为一台3,600马力、20气缸、二冲程、水冷式、涡轮增压的20-645E3型柴油机。传动系统采用交—直流电传动，柴油机输出轴通过联轴器驱动一台AR10型交流发电机，发出的交流电通过大功率硅整流装置转换为直流电，然后供给六台D77型直流牵引电动机。机车设有恒功率励磁调节系统，采用一个可变电阻的负荷调整器，使发电机励磁电流随着负载自动调节，保证牵引发电机随时保持恒功率运转，并且达到充分利用柴油机功率的目的。牵引电动机采用轴悬式驱动方式，牵引齿轮传动比为4.13（62：15）。